# Polycarpaea grahamii
Polycarpaea grahamii är en nejlikväxtart som beskrevs av William Bertram Turrill. Polycarpaea grahamii ingår i släktet Polycarpaea och familjen nejlikväxter. Inga underarter finns listade i Catalogue of Life.